# Gondola
La góndola (in veneziano gondola, [ˈɡondoɰa], forse derivato dal greco medievale κονδοῦρα, tipo di barca simile) è un'imbarcazione tipica della laguna di Venezia.
Per le sue caratteristiche di manovrabilità e velocità è stata, fino all'avvento dei mezzi motorizzati, l'imbarcazione veneziana più adatta al trasporto di persone in una città come Venezia, le cui vie acquee sono sempre state quelle più usate per i trasporti.

## Struttura

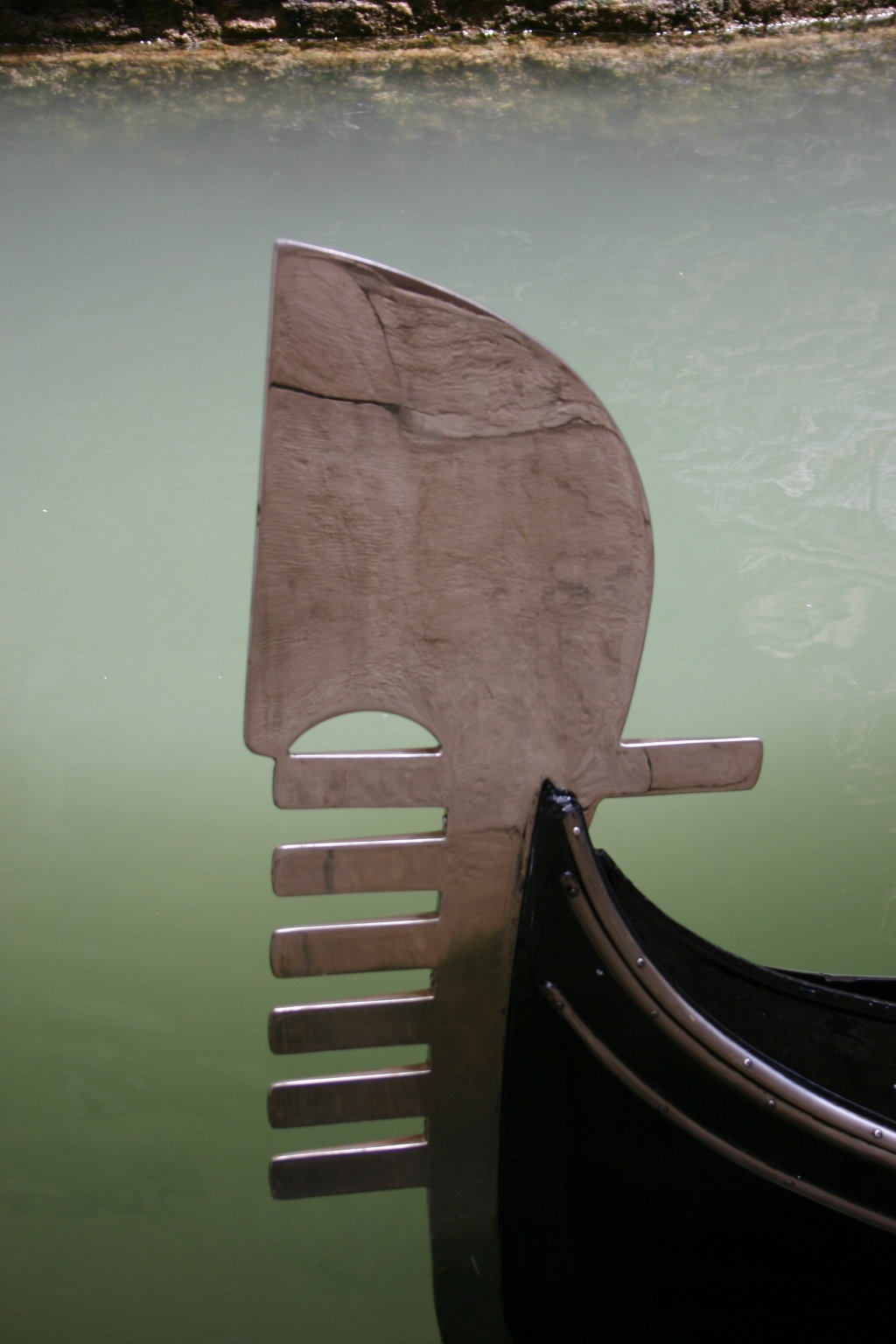
Il ferro di prua

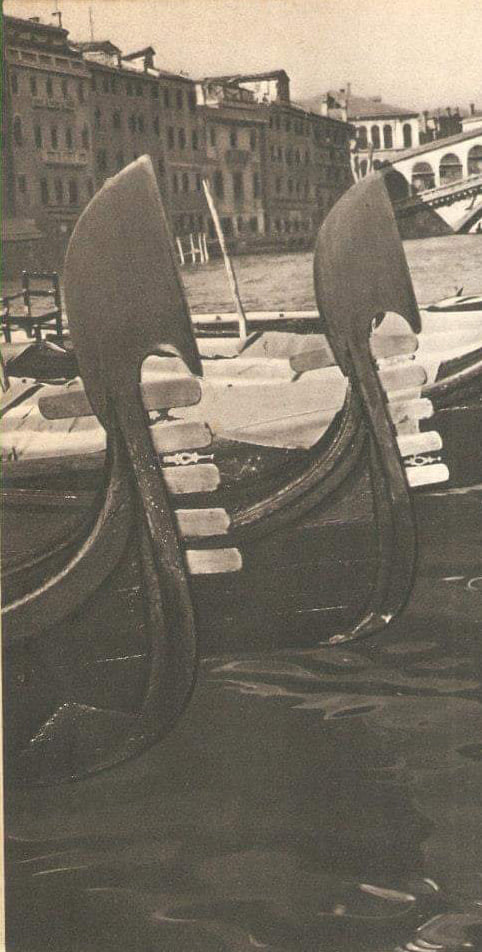
Ferri da gondola con cinque denti anteriori

La gondola è composta da 280 diversi pezzi, fabbricati con 8 essenze di legname.
La sua costruzione richiede solitamente più di un anno.
Un tempo veniva costruita e ricoverata in rimessaggio in piccoli cantieri detti squèri come ad esempio lo squero di San Trovaso.
Lunga all'incirca 11 metri e di caratteristica forma asimmetrica, con il lato sinistro più largo del destro, può essere condotta da uno a quattro rematori che vogano alla veneta, cioè in piedi e rivolti verso la prua, e con un solo remo (distinguendosi così dalla voga alla valesana).
Il lungo remo è manovrato appoggiandolo ad una sorta di scalmo libero denominato fórcola, che si inserisce nel suo apposito alloggiamento e viene sfilato dopo l'uso.

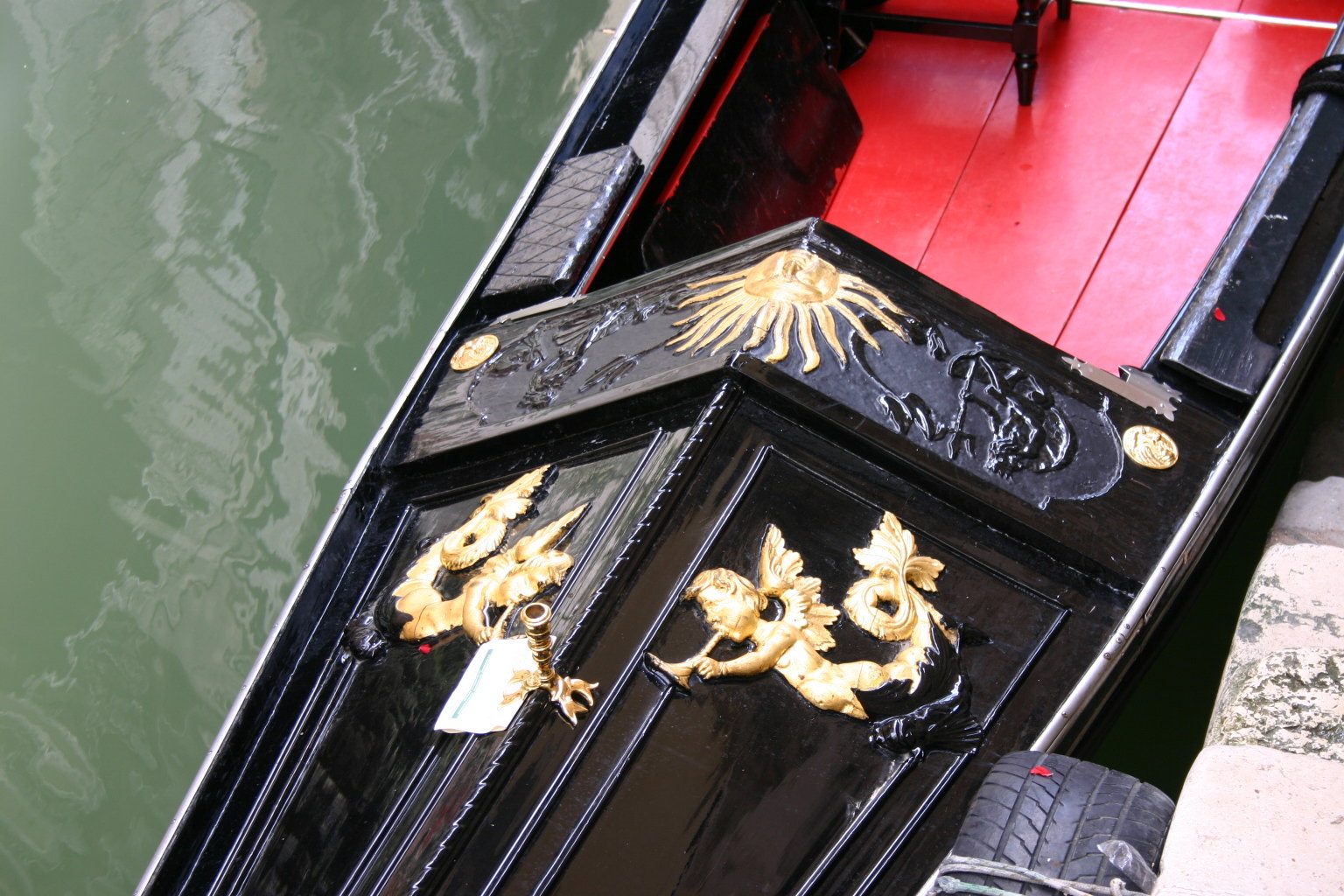
Tipici fregi

L'asimmetria serve a semplificare la conduzione a un solo remo. L'asimmetria molto accentuata delle gondole attuali è comunque di introduzione relativamente recente: progetti della fine dell'Ottocento dimostrano che, all'epoca, la forma era solo marginalmente asimmetrica.
Il tipico ferro di prua (in veneziano fero da próva o dolfin) si dice erroneamente che abbia lo scopo di proteggere la prua da eventuali collisioni e di abbellimento; in realtà esso ha una funzione essenziale e ben precisa: essendo molto pesante esso appesantisce la prua della barca mantenendola così sempre in assetto con qualsiasi numero di vogatori e aiuta la conduzione segnando sempre la direzione in cui la prua della gondola sta puntando; esso è di ferro ma è fragile di fronte a una collisione violenta. Secondo un'interpretazione moderna, non supportata però da alcun documento, la sua forma avrebbe il significato di rappresentare i sei sestieri di Venezia (i sei denti rivolti in avanti), la Giudecca (il dente rivolto all'indietro) e il cappello del Doge, l'archetto sopra il dente più alto del pettine rappresenterebbe invece il Ponte di Rialto, infine, la "S" che parte dal punto più alto per arrivare al punto più basso del ferro rappresenterebbe il Canal Grande. In realtà, i ferri da gondola attuali sono l'ultima versione standardizzata di un manufatto che nei secoli ha cambiato varie volte la propria forma. In alcune gondole sono presenti anche tre rifiniture - una sorta di ricami detti foglie posti tra le sei barrette anteriori - che rappresentano le tre isole più importanti tra quelle delle laguna veneta, ovvero le isole di Murano, Burano e Torcello.
Una funzione importante del ferro di prua è anche quella di bilanciare il peso del gondoliere posto a poppa, in modo da consentire al natante di navigare con il fondo piatto più orizzontalmente possibile riducendo di conseguenza il beccheggio. Anticamente questo era di dimensioni molto maggiori (come quelli conservati nella reggia di Venaria o in vari teneri veneziani) e non erano raffinati come quelli odierni. Questa differenza deriva dalle diverse evoluzioni di gondola nel tempo.
Il ferro di poppa, molto più piccolo di quello di prua e con funzioni principalmente di protezione dagli urti, è detto rìço; è la parte più alta dell'imbarcazione.
Malgrado la considerevole lunghezza, la gondola è estremamente maneggevole, grazie al fondo piatto e alla ridotta porzione di scafo immersa, e può essere manovrata anche in spazi angusti. Le manovre richiedono però una notevole abilità da parte del conduttore, detto gondoliere, che deve essere dotato di un senso dell'equilibrio molto sviluppato in quanto la posizione di voga all'estremità della poppa è assai instabile. Per evitare scontri, vi è l'usanza di avvertire alla voce quando si svolta in un rio stretto e i tipici richiami (òhe) sono divenuti un elemento caratteristico della città.
Alcune gondole (in voga nell'Ottocento, ora quasi scomparse) presentano una sorta di cabina (chiamata "felze") a protezione dei passeggeri.

## Storia

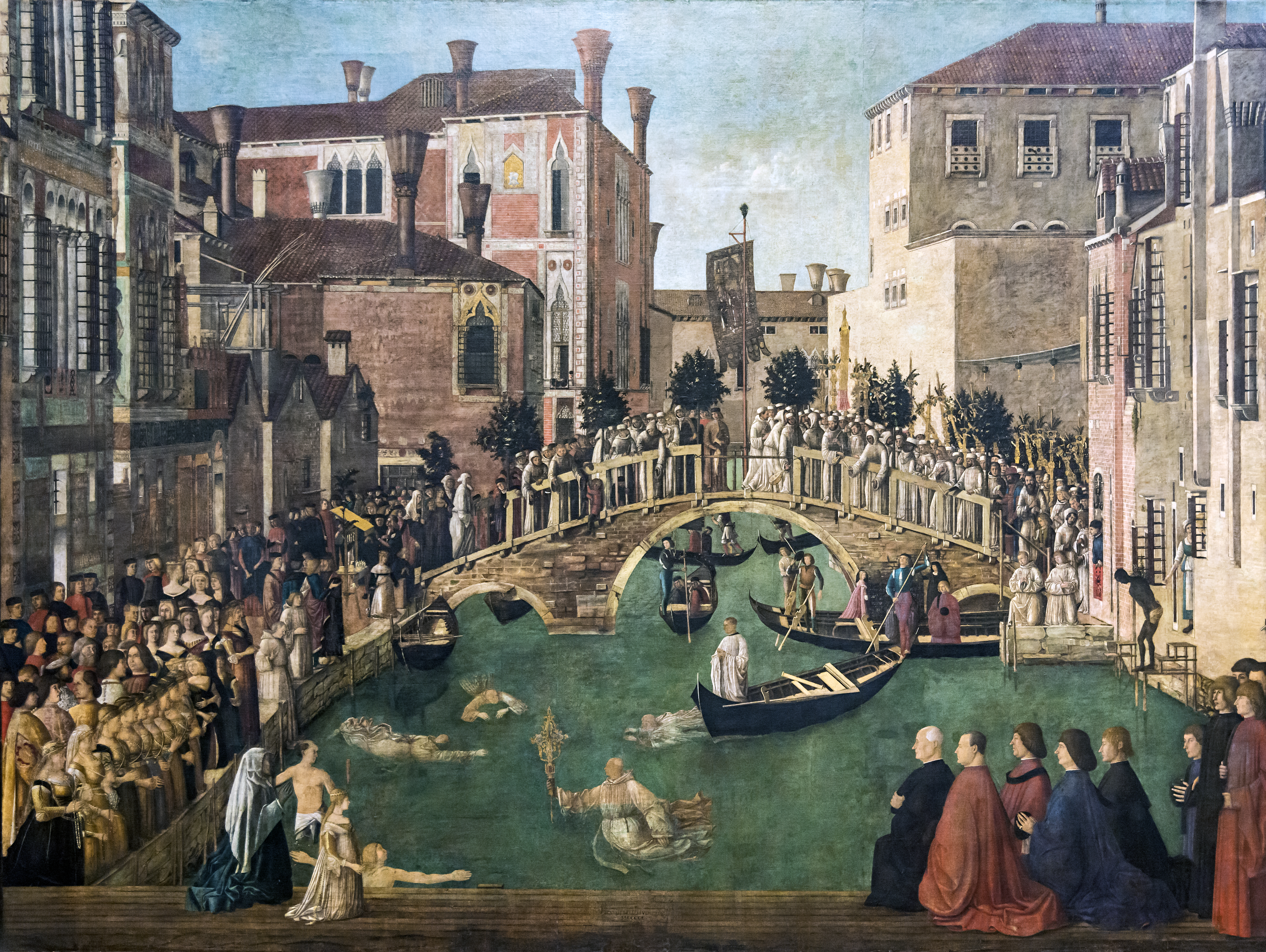
Gentile Bellini, Miracolo della Croce caduta nel canale di San Lorenzo. Il quadro mostra l'aspetto della gondola nel 1500

La gondola è la più tipica delle imbarcazioni veneziane. L´etimologia del suo nome è incerta, forse da un incrocio tra il verbo dondolare e il greco medioevale kondura, barca a coda corta, o forse dal latino cunula, culla. Può essere condotta da uno a quattro rematori che vogano alla veneta, cioè in piedi e rivolti verso la prua, e con un solo remo. Il primo documento che cita la gondola è un privilegio dogale a favore dei Loredan del doge Vitale Falier del 1094: ‘Gondulam vero nullam nobis nisi libera voluntate vestra factura estis’. Nel 1580 si potevano contare circa 10.000 gondole, oggi in laguna ce ne sono circa 500. 
La forma della gondola si è evoluta progressivamente nel corso del tempo. Le rappresentazioni pittoriche risalenti al XV-XVI secolo mostrano un'imbarcazione notevolmente differente da quella attuale. Nel quadro Miracolo della Croce caduta nel canale di San Lorenzo di Gentile Bellini, databile al 1500, le gondole appaiono più corte, più larghe e meno slanciate di quelle attuali e soprattutto prive di asimmetrie. La coperta di prua e quella di poppa, dove si posiziona il gondoliere, sono piatte e molto basse rispetto al pelo dell'acqua. I ferri, sia a prua che a poppa, sono costituiti da due brevi e sottili astine metalliche. La forcola del rematore appare piatta ed essenziale, priva di gomiti.
Fu solo tra il 1600 e il 1700 che la fisionomia della gondola, utilizzata sempre più per il trasporto privato di rappresentanza, si avvicinò a quella attuale. In questo arco di tempo, la lunghezza dello scafo aumenta e anche i ferri, soprattutto quello di prua, assumono dimensioni sempre maggiori, più grandi rispetto a quelli attuali, con un carattere ornamentale sempre più spinto. La poppa si stringe e inizia ad alzarsi rispetto al pelo dell'acqua. Le coperte di poppa e di prua perdono la forma piatta per diventare spioventi e a poppa viene aggiunta una piccola pedana di appoggio per garantire l'equilibrio del gondoliere. Anche la forcola assume la sua caratteristica forma a gomito. Lo scafo tuttavia mantiene ancora una sostanziale simmetria.
Nel corso dell'Ottocento, la poppa e, in misura minore, la prua si alzano ancora rispetto al pelo dell'acqua, per migliorare la manovrabilità dello scafo, la cui lunghezza si assesta definitivamente attorno agli 11 metri. Si introduce anche una prima leggerissima asimmetria, che viene accentuata in modo deciso solo all'inizio del Novecento, sempre per esigenze di manovrabilità, così come sia la prua che la poppa vengono alzate ulteriormente. Lo scafo si snellisce leggermente e cambiano anche le dimensioni del ferro di prua, che vengono ridotte per ottenere il bilanciamento ottimale rispetto alle mutate proporzioni.

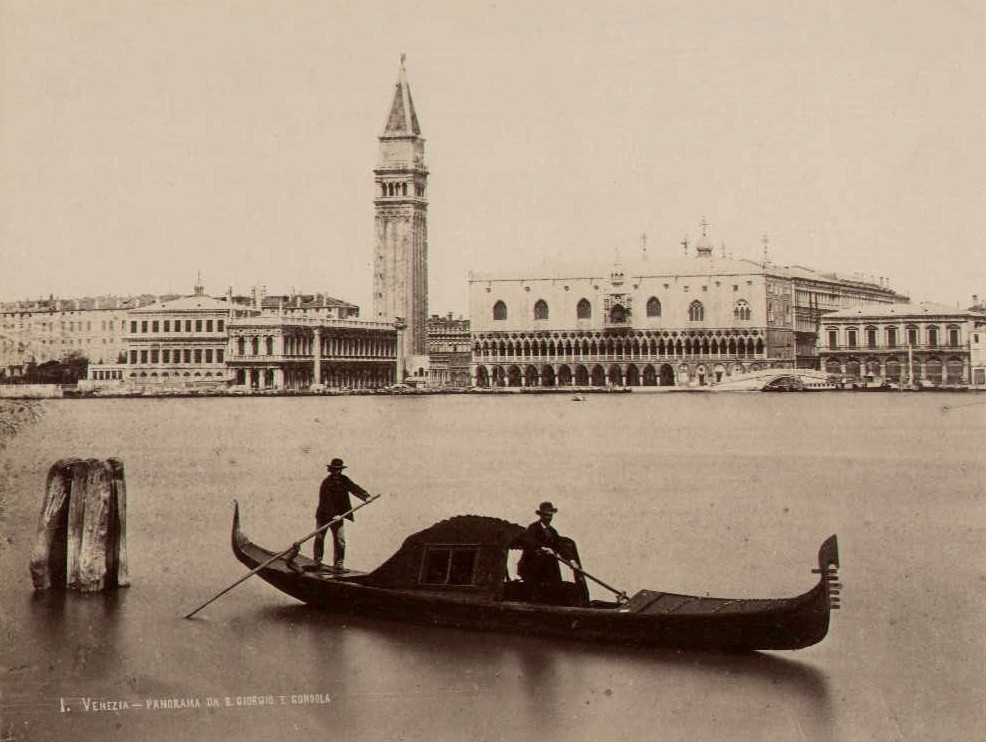
Una gondola con felze nel bacino di San Marco in una fotografia ottocentesca di Carlo Naya

 Attualmente le gondole sono imbarcazioni aperte ma, sino ai primi anni del Novecento, erano dotate di una cabina smontabile detta fèlze. Quando Venezia era una città con un numero di abitanti molto più elevato dell'attuale e non erano stati realizzati i cospicui interramenti dei rii (avvenuti in epoca ottocentesca) la gondola costituiva il mezzo di trasporto per eccellenza. Le permanenze a bordo potevano quindi essere piuttosto lunghe e, con il clima invernale veneziano, la copertura del fèlze consentiva una certa confortevolezza e intimità.
Il tradizionale colore nero dell'imbarcazione è dovuto all'origine per l'uso consueto della pece come impermeabilizzante dello scafo (come tutte le imbarcazioni veneziane e lagunari) e in seguito esteso a tutta la barca come conseguenza dei decreti suntuari del Senato veneziano - a partire dal 1609 - volti a limitare l'eccessivo sfarzo nella decorazione delle gondole, anticamente coperte di stoffe preziose e dorature; del resto il nero è sempre stato considerato un colore elegante, e quindi adatto ad un mezzo di trasporto signorile (come le carrozze ottocentesche) mentre all'epoca il colore del lutto era il pavonazzo o paonazzo, colore simile al rosso porpora.

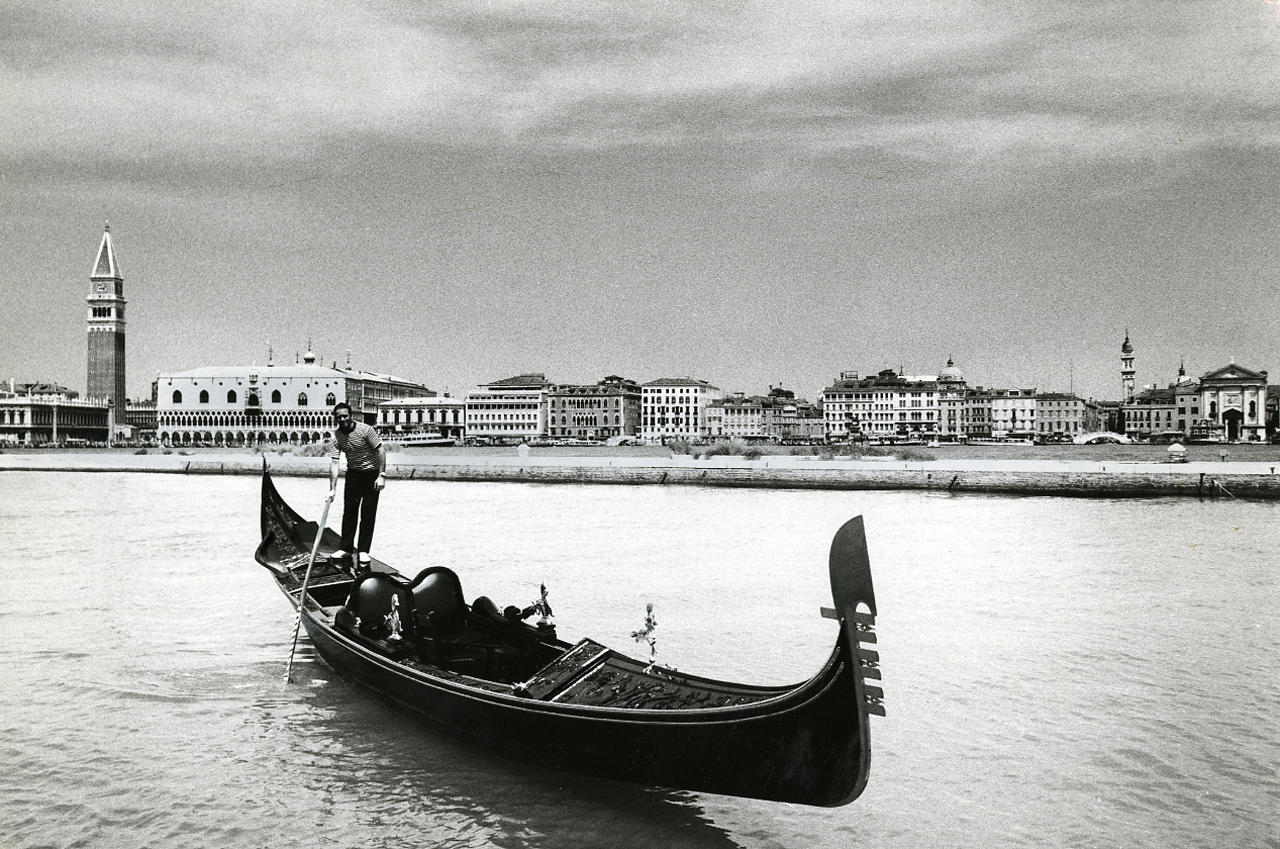
Venezia vista da Paolo Monti, 1974.

Le famiglie nobili possedevano una o più gondole de casàda con cui si facevano trasportare per affari o diporto. I cosiddetti freschi, occasioni di incontro e mondanità, erano vere e proprie passeggiate in barca che si svolgevano per la città. Questa abitudine dette origine anche ad un genere musicale, la cosiddetta canzone da batèlo, che ebbe il suo massimo fulgore nel Settecento ma che ancora oggi è molto praticata a scopi turistici.
La corporazione dei gondolieri è stata sempre governata da uno statuto, detto Mariègola, in cui si stabilivano i doveri degli appartenenti. Dagli atti della corporazione è possibile desumere una serie di interessanti notizie, sia tecniche che economiche. Ad esempio è documentato che alla metà del Settecento le gondole a Venezia fossero all'incirca millecinquecento.

## Galleria d'immagini

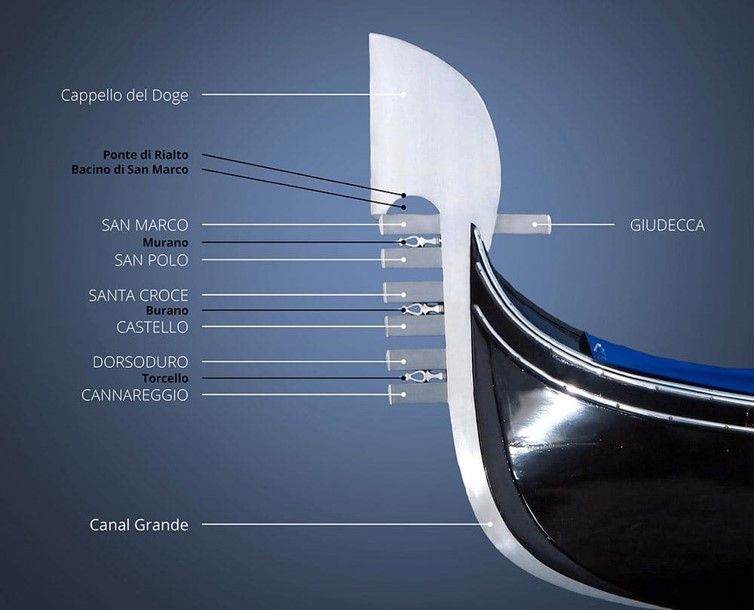
Ferro da gondola
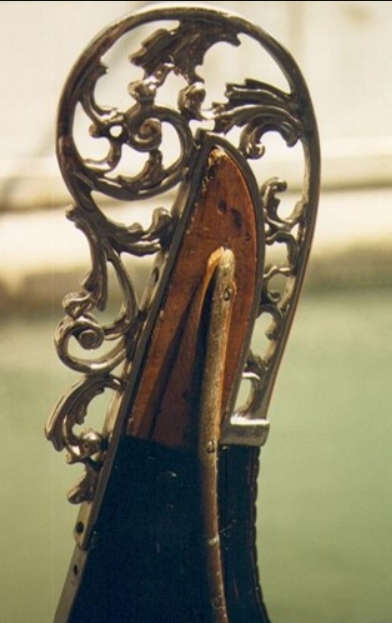
Rizzo da poppa
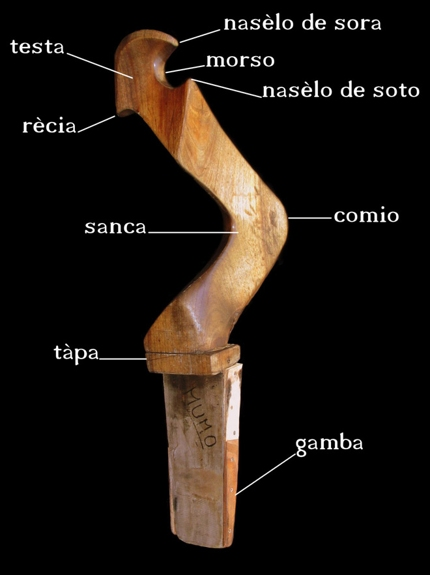
Forcola
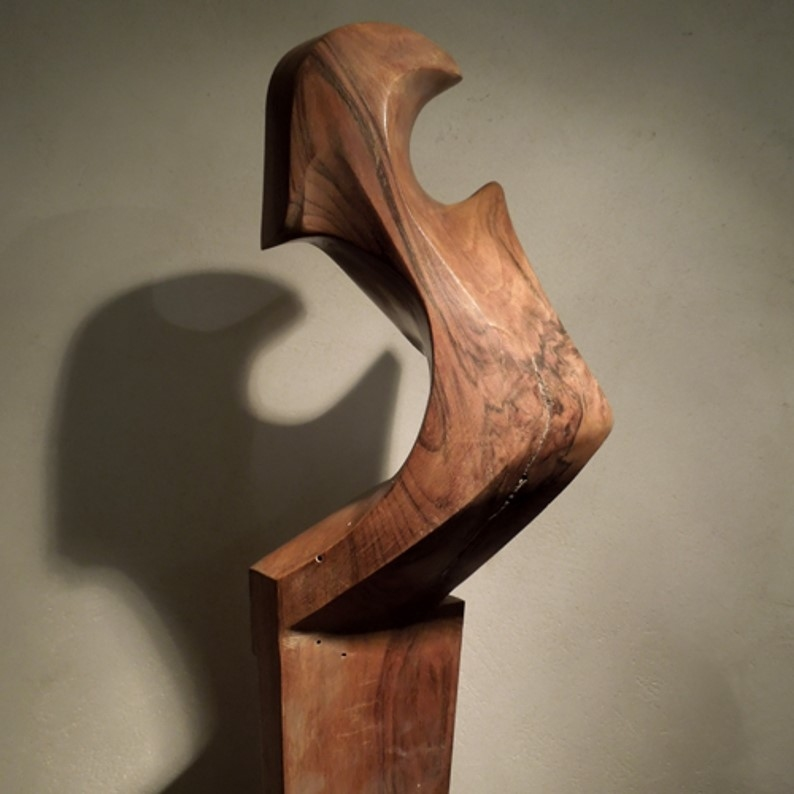
Forcola da prua
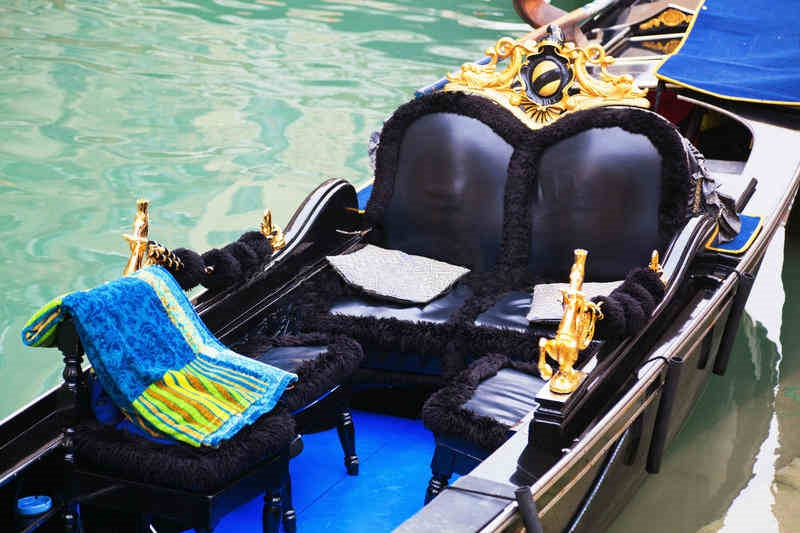
El parecio
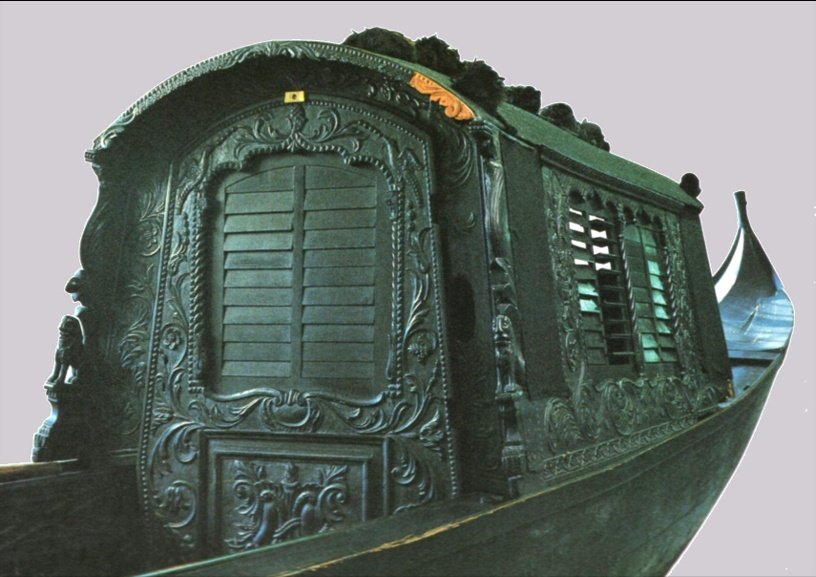
Il felze
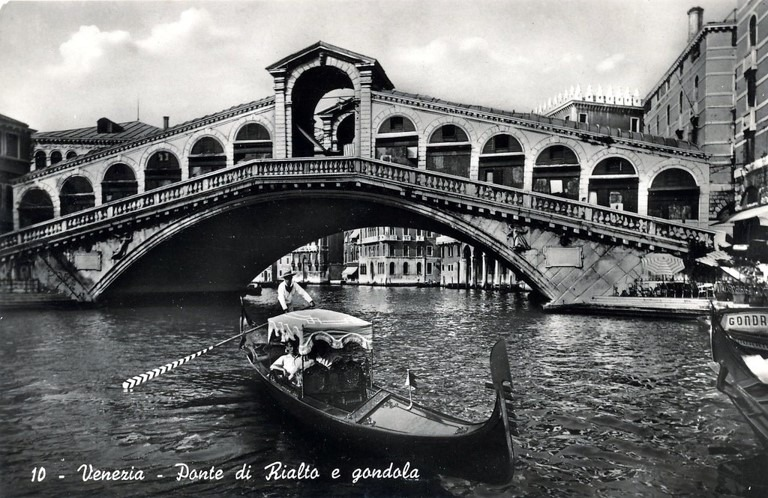
Gondola con il tendalin

## Lavorazione

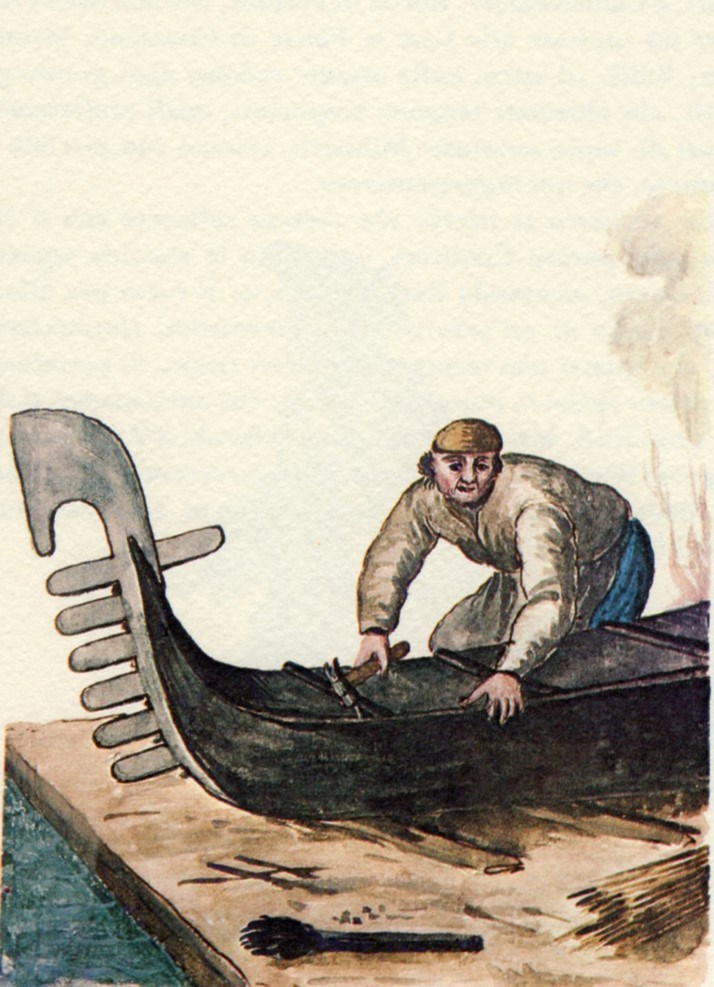
Squerarolo

Il principale strumento della lavorazione è il cantièr, un letto di legno con la forma predefinita della gondola, sul quale sono gradualmente fissati i listelli fino alla sagoma della prua e della poppa. 

I listelli laterali sono piegati e incurvati uno ad uno su canne di palude veneziana: ad un'estremità viene applicata acqua fredda, mentre quella opposta è riscaldata dal fuoco. Lo sbalzo termico, piuttosto che una pressione meccanica, determinano la deformazione plastica della materia prima.
Quando è quasi ultimata la sezione centrale, la gondola viene capovolta per completare il fondo piatto in legno d'abete. La lavorazione richiede circa due anni, e tipicamente produce un mezzo lungo 10,85 metri per 1,5 di larghezza, pesante fra i 350 e i 400 chilogrammi ed è composta di circa 280 pezzi lignei.

La forma asimmetrica, che "pende" verso destra, fa sì che tenda muoversi leggermente in diagonale. Essa è stabilizzata dal gondoliere che col suo peso corporeo ne evita il rovesciamento, e dalla forcola con la quale questi imprime freno o accelerazione al moto.
L’arte della costruzione della gondola è tra le più antiche, anche se oggi ormai, sta scomparendo sempre più perché si fabbricano sempre meno gondole. Essedo un’imbarcazione asimmetrica si incontrano non poche difficoltà nella sua realizzazione, che possono essere risolte solo da chi conosce bene il mestiere.
L'arte del maestro d'ascia e del costruttore è tradizionalmente maschile, salvo rare eccezioni di alcuni figli d'arte nei cantieri storici di Venezia.
La gondola è considerata il capolavoro dei maestri d'ascia veneziani in quanto riuscirono a combinare la perfezione delle forme con la perfezione della tecnica per creare l'imbarcazione perfetta per Venezia, a partire dal ferro, per le asimmetrie, per il fondo, per la lavorazione del legno e per la dettagliata nonché grande forcola.

## Nello sport e nel turismo

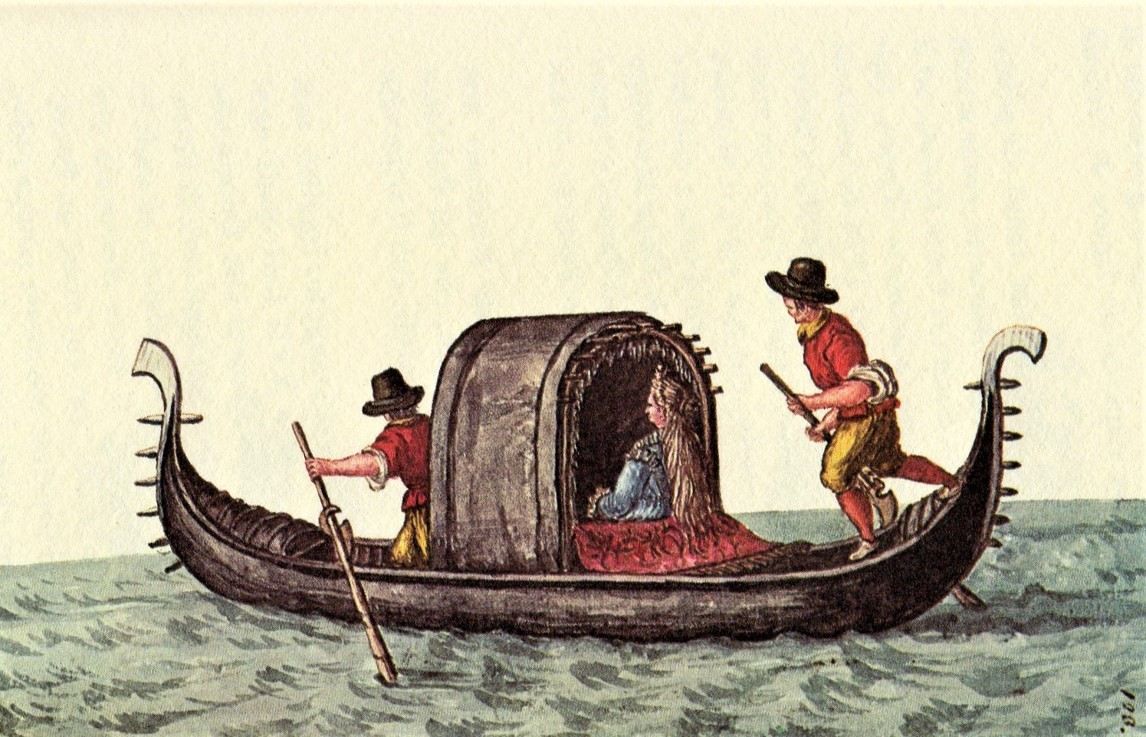
Gondola, sec. XVIII

Questa imbarcazione è attualmente usata soprattutto a scopi turistici, ma anche per cerimonie come matrimoni e funerali, nonché come traghetto per trasportare le persone da una riva all'altra del Canal Grande. Per quest'ultimo compito vengono utilizzati i cosiddetti gondolóni o barchette, particolarmente capienti e mossi da due rematori, uno a poppa e l'altro a prua. L'usanza è assai antica (i primi documenti che regolamentano il funzionamento dei traghetti risalgono alla metà del Trecento) e i luoghi di transito come la Ca' Rezzonico o la Ca' d'Oro sono segnalati dal nome delle calli (Calle del traghetto).
Un altro uso della gondola è quello sportivo, in regate dedicate alle imbarcazioni della tradizione veneziana, come la celebre Regata Storica. In queste gare si usano anche gondole di formato ridotto a due rematori dette gondolini.
Le gondole da regata oltre a essere più leggere presentano la caratteristica di avere due fori sulla poppa in modo da fare uscire l'aria all'interno e diminuire l'attrito. Le gondole da regata sono le uniche variopinte.

## Varianti

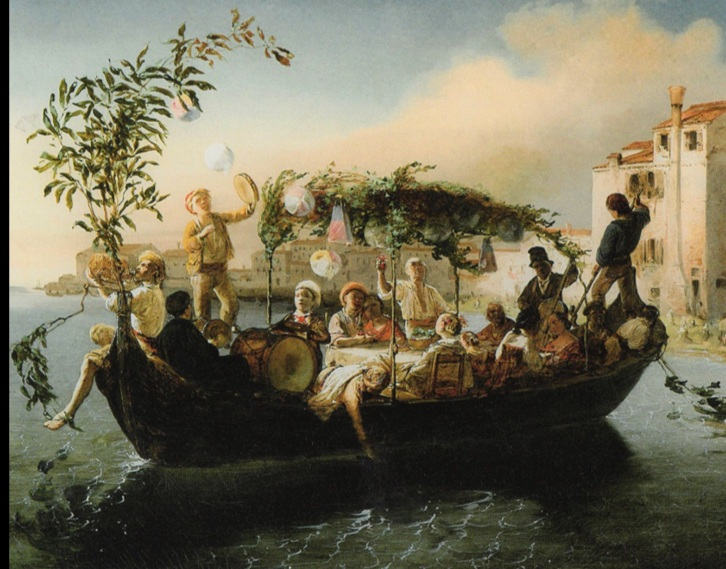
Antonio Rota,Festa del Redentore, 1800 ca.

Esistono e si possono vedere diversi tipi di gondole anche molto diverse da quelle tradizionali, primo tra tutti il già citato gondolino da regata, le cui dimensioni più contenute e le proporzioni diverse lo rendono più agile e scorrevole. 
I gondoloni o barchete presentano una struttura più tozza e bassa (più simile a quella delle gondole antiche) e sono privi del ferro di prua; vengono usati come traghetti in Canal Grande e possono trasportare fino a 14 persone. 
Alcune società remiere hanno costruito imbarcazioni a più remi sulla base della gondola; ne sono esempi la diesona, la dodesona e la disdotona (rispettivamente da 10, 12 e 18 rematori) che presentano il ferro di prua e una linea complessiva simile a quella della gondola ma su dimensioni chiaramente maggiori. 
In laguna si possono vedere poi diverse varianti di gondole più o meno antiche; questo aspetto nei secoli della Serenissima era molto accentuato in quanto ogni casata voleva rendere la sua gondola la più bella e la più perfetta.

## Serenate
Le serenate in gondola tradizionalmente si svolgono principalmente nella stagione estiva e consistono in un piccolo corteo di una decina di gondole, una delle quali ospita un cantante solitamente accompagnato da una fisarmonica. Vengono eseguite melodie tradizionali in dialetto veneziano di autori anonimi del '600 e '700 e contemporanei: Bixio Cherubini, Carlo Concina, Italo Salizzato, Emilio De Sanzuane, Franco Millan o anche della tradizione italiana (Renato Carosone, per esempio). I cortei partono da San Marco e percorrono tratti del Canal Grande o percorsi interni lungo i rii, attraversando le zone più caratteristiche della città.